# Iglesia de Tam Tòa
La Iglesia de Tam Tòa (en vietnamita: Nhà thờ Tam Tòa) es una antigua iglesia católica construida a finales del siglo XIX en Đồng Hới, ahora la capital de Dong Hoi en el Vietnam central. Durante la guerra de Vietnam, la iglesia fue destruida por las bombas de Estados Unidos el 11 de febrero de 1965. Se ha mantenido inalterada como una reliquia de guerra. 
La parroquia católicas es una de las más antiguas en Vietnam con sus raíces que datan de mediados del siglo XVII.
Ha habido disputas entre el gobierno y la iglesia por su reconstrucción. La diócesis de Vinh y la Arquidiócesis de Hue, han estado tratando de recuperar la iglesia (lo que queda de ella y de su tierra) desde el año 1996 cuando fue tomada de nuevo por el gobierno local en un intento de convertirse en un símbolo de la guerra de agresión estadounidense. Hasta 1996, la misa se celebró cada semana delante de la torre de la iglesia.
En febrero de 2009, después de años de negociaciones infructuosas, 14 párrocos y el Obispo de Vinh Cao decidieron concelebrar la misa en la propiedad sin obtener el permiso del gobierno.
En julio de 2009 se propagaron rumores de que el gobierno local iba a construir un complejo turístico junto a la iglesia. La gente de la parroquia en respuesta comenzó a construir un altar y erigió una cruz gigante en la propiedad.